# فرانچسکو آناکورا
فرانچسکو آناکورا (انگلیسی: Francesco Anacoura؛ زادهٔ ۱ اوت ۱۹۹۴) بازیکن فوتبال اهل ایتالیا است.
از باشگاه‌هایی که در آن بازی کرده‌است می‌توان به باشگاه فوتبال یوونتوس، باشگاه فوتبال اینتر میلان، باشگاه فوتبال پرو ورچلی، و باشگاه فوتبال پارما اشاره کرد.